# الکساندر توفر
الکساندر توفر (یونانی: Αλέξανδρος Τουφερής؛ ۸ ژوئن ۱۸۷۶ – ۱۴ مارس ۱۹۵۸) ورزشکار پرش سه‌گام یونانی‌تبار اهل فرانسه بود.
وی همچنین برندهٔ جوایزی همچون لژیون دونور (شوالیه) شده‌است.